# 西片擔雪
西片 擔雪（にしかたたんせつ、大正11年（1922年） - 平成18年（2006年）11月29日）は、日本の僧。道号は擔雪、法諱は義保。室号は究竟窟。俗姓西片。臨済宗妙心寺派第31代管長。世寿八十五。

## 経歴
新潟県生まれ。京都市出町柳に住んでいた同郷の西枝一江（後に弟子となる稲盛和夫の京セラ創業時の支援者の一人）の書生となり、立命館大学に進学するも肺病に罹患し、病床に就く。昭和17年（1942年）に八幡市の円福寺で坐禅修行に励み、出家する。昭和30年（1955年）に熊本県の見性寺に入寺、荒廃していた寺の再建に尽くし、伽藍の復興を成し遂げる。昭和46年（1971年）には円福寺の師家となり、平成の「経営の神様」「経営者のカリスマ」とも呼ばれる経営者　稲盛和夫など、二百人近い会下（弟子）を持つ。こうした実績から「日本一の覚者」と呼ばれるようになる。
平成10年（1998年）に西宮市の海清寺の師家に就任。その時の提唱（講義）内容が著書となっている。平成14年（2002年）第31代臨済宗妙心寺派管長に就任。平成18年（2006年）遷化。

## 法嗣弟子
- 加藤月叟（生没 1952-2020）円福僧堂師家、海清僧堂師家

## 弟子
西片には200人近い弟子がいるが、主な弟子としては、経済界に1997年に得度した京セラ創業者・名誉会長の稲盛和夫や、教育界に1994年に得度したいのちを守る親の会理事長の大熊良樹らがいる。

## 著書
- 『人生は春人ハ花――究竟老師折々のことば』1997年
- 『禅のこころ大和のこころ』2003年
- 『無門関提唱』2006年
- 『碧巌録提唱』2009年